# Lautoka Football Club
El Lautoka Football Club también llamado Lautoka Football Association, es un equipo de fútbol de Fiyi. Fue fundado en 1934 y juega en la Liga Nacional.

## Historia
El Lautoka Football Association se fundó en 1934, bajo la presidencia de John Bairagi, con dos equipos: Namoli Indian Sports y Service, y se estableció en el Namoli Park. Lautoka fue uno de los miembros de la Asociación de Fútbol de Fiyi en 1938.
El Lautoka tiene el récord de más goles anotados en finales del Campeonato Interdistrital. Goleó a Ba por 6-0 y 7-0 en dos finales, mientras que Suva fue goleado por 7-1.
El Lautoka también logró ganar 3 veces consecutivas el Campeonato Interdistrital. Se clasificaron a la Liga de Campeones de la OFC 2009-10, por salir campeón invicto de la Liga Nacional. En la edición de 2018, Lautoka llegó a la final de la Liga de Campeones, siendo derrotado por el Team Wellington de Nueva Zelanda.

## Palmarés
- Liga Nacional de Fútbol de Fiyi (7): 1984, 1988, 2009, 2017, 2018, 2021, 2023.
- Campeonato de Fútbol Interdistrital de Fiyi (18): 1941, 1942, 1949, 1950, 1953, 1957, 1958, 1959, 1962, 1964, 1965, 1973, 1984, 1985, 2005, 2008, 2017 y 2018.
- Batalla de los Gigantes (2): 1985, 1989.
- Copa de Fiyi (2): 2000 y 2002.
- Supercopa de Fiyi (2): 2009 y 2016.

## Participación en competiciones de la OFC
| Temporada | Torneo                      | Ronda            | Club              | Casa | Visita | Global   |
| --------- | --------------------------- | ---------------- | ----------------- | ---- | ------ | -------- |
| 2009/10   | Liga de Campeones de la OFC | Fase de grupos   | Hekari United     | 0-1  | 2-1    | 2° Lugar |
| 2009/10   | Liga de Campeones de la OFC | Fase de grupos   | Tafea FC          | 1-2  | 3-1    | 2° Lugar |
| 2009/10   | Liga de Campeones de la OFC | Fase de grupos   | Marist FC         | 3-0  | 0-2    | 2° Lugar |
| 2010/11   | Liga de Campeones de la OFC | Fase de grupos   | Amicale FC        | 1-0  | 1-5    | 3° Lugar |
| 2010/11   | Liga de Campeones de la OFC | Fase de grupos   | Koloale FC        | 1-6  | 1-2    | 3° Lugar |
| 2010/11   | Liga de Campeones de la OFC | Fase de grupos   | Hekari United     | 0-0  | 1-1    | 3° Lugar |
| 2018      | Liga de Campeones de la OFC | Fase de grupos   | Auckland City FC  | 0-1  | 0-1    | 2° Lugar |
| 2018      | Liga de Campeones de la OFC | Fase de grupos   | AS Venus          | 2-1  | 2-1    | 2° Lugar |
| 2018      | Liga de Campeones de la OFC | Fase de grupos   | Madang FC         | 3-1  | 3-1    | 2° Lugar |
| 2018      | Liga de Campeones de la OFC | Cuartos de final | AS Dragon         | x    | 2-1    | 2-1      |
| 2018      | Liga de Campeones de la OFC | Semifinales      | Marist FC         | 1-1  | 1-0    | 2-1      |
| 2018      | Liga de Campeones de la OFC | Final            | Team Wellington   | 3-4  | 0-6    | 3-10     |
| 2019      | Liga de Campeones de la OFC | Fase de grupos   | AS Central Sport  | 2-2  | 2-2    | 3° Lugar |
| 2019      | Liga de Campeones de la OFC | Fase de grupos   | Henderson Eels FC | 5-6  | 5-6    | 3° Lugar |
| 2019      | Liga de Campeones de la OFC | Fase de grupos   | FC Morobe Wawens  | 5-0  | 5-0    | 3° Lugar |
| 2022      | Liga de Campeones de la OFC | Playoff          | Rewa FC           | 1-1  | 0-4    | 1-5      |